# Хунвил
Хунвил (Hunvil, Huneil) е крал на остготите от династията на Амалите. Син е на Острогота и баща на Атал (Athal), който е баща на Ахиулф.